# Sciophila holopaineni
Espèce
Sciophila holopaineni est une espèce de diptères nématocères découverte en Laponie (Finlande) en 2017.

## Étymologie
Son nom spécifique, holopaineni, lui a été donné en l'honneur de Tuomas Holopainen, fondateur du groupe Nightwish.

## Publication originale
- (en) Salmela & Kolcsár, 2017 : New and poorly known Palaearctic fungus gnats (Diptera, Sciaroidea). Biobiversity Journal Data, vol. 2017, n. 5 (texte intégral).